# Ефіопський голуб
Ефіопський голуб (Columba albitorques) — вид птахів родини голубових (Columbidae). Поширений в Еритреї та Ефіопії.